# Фэрхоп (гидроаэропорт)
Гидроаэропорт Фиш-Ривер (англ. Fish River Seaplane Base), (FAA LID: 5AL) — коммерческий гидроаэропорт, расположенный в 17 километрах к юго-востоку от центральной части города Фэрхоп (округ Болдуин, Алабама, США).
Аэропорт расположен на высоте 1 метр над уровнем моря и эксплуатирует одну взлётно-посадочную полосу:
- 16W/34W размерами 1340 х 61 метров, предназначенную для приёма и обслуживания гидросамолётов.